# Nishiyama Onsen Keiunkan
 (août 2019).
Si vous disposez d'ouvrages ou d'articles de référence ou si vous connaissez des sites web de qualité traitant du thème abordé ici, merci de compléter l'article en donnant les références utiles à sa vérifiabilité et en les liant à la section « Notes et références ».
Le Nishiyama Onsen Keiunkan (西山温泉慶雲館) est un onsen situé à Hayakawa, dans la préfecture de Yamanashi, au Japon. Il fut fondé en 705, par Fujiwara Mahito, ce qui en fait le plus vieil hôtel et l'une des plus anciennes sociétés en activité au monde. En 2011, le Guinness World Records a officiellement reconnu l'hôtel comme étant le plus vieil hôtel du monde,. Il est exploité de manière continue depuis plus de 1300 ans par 52 générations de la même famille (y compris les héritiers adoptés).
Le Nishiyama Onsen Keiunkan se trouve au pied des montagnes Akaishi. Depuis sa fondation, toutes les sources d'eau chaude de l'hôtel proviennent directement des sources locales de Hakuho. L'hôtel a été rénové en 1997 et compte trente-sept chambres.

### Source
- (en) Cet article est partiellement ou en totalité issu de l’article de Wikipédia en anglais intitulé « Nishiyama Onsen Keiunkan » (voir la liste des auteurs).